# جاسم الخرافي
جاسم محمد الخرافي (1940 - 21 مايو 2015) سياسي ورجل أعمال كويتي ولد في حي القبلة بالعاصمة (الكويت) عام 1940، رئيس مجلس الأمة الأسبق من 17 يوليو 1999 حتى 7 أكتوبر 2012. والده رجل الأعمال والنائب الأسبق محمد عبدالمحسن الخرافي مؤسس مجموعة الخرافي ، وهو خال رئيس مجلس الأمة السابق والنائب الحالي مرزوق الغانم ، و كان عضوًا في مجلس إدارة الشركة المتحدة للمقاولات ومجلس إدارة الشركة الكويتية للأسماك ومجلس إدارة الشركة الأهلية للتأمين وكما كان وزيرًا للمالية والاقتصاد خلال الفترة 3 مارس 1985 حتى 12 يونيو 1990 ، ايضاً في مجلس 1981 عرف بين زملائه اعضاء مجلس الأمة بلقب "الاطفائي" نظراً لاتباعه سياسة التهدئة، وتمسكه بمبدأ العقلانية في التعامل مع القضايا الخلافية بين اعضاء المجلس من جهة ، وبين الحكومة والمجلس من جهة أخرى.

## السيرة الذاتية
- تلقى تعليمه الأولي في مدينة بومبي الهندية وفي روضة المثنى بالكويت، ثم التحق بكلية فيكتوريا بمدينة الإسكندرية. وبسبب ظروف العدوان الثلاثي على مصر في العام 1956 عاد إلى الكويت ودرس في ثانوية الشويخ ، أكمل تعليمه الجامعي في كلية مانشستر في بريطانيا حيث حصل على دبلوم في إدارة الأعمال. وعاد إلى الكويت عام 1962وعمل في القطاع الخاص.[1]
- وهو متزوج من سبيكة الجاسر ولديه ست من الابناء وأبنة واحدة وهم عبد المحسن ولؤي وإياد وأنور وطلال وأحمد[2]، وبنت واحدة متزوجة من عبد الله غازي يوسف المضف.[3]
- تقلد العديد من المناصب الاقتصادية وعضوية عدد من مجالس إدارات الشركات منها العضو المنتدب في شركة الفنادق الكويتية ، و عضو مجلس الادارة بالشركة الاهلية للتأمين ، والعضو المنتدب لشركة الالومنيوم، و القنصل الفخرى لجمهورية باراغوايفى دولة الكويت وغيرها ، كما أنه مؤسس وعضو في عدد من جمعيات النفع العام الأهلية والعربية والعالمية ومساهم فعال في منظمات العمل الخيري.[4]
- حاز على عضوية مجلس الأمة في أعوام 1975، 1981، 1985، 1996، 1999، 2003، 2006، 2008، 2009، واختير رئيسًا للمجلس بالانتخاب أو التزكية وذالك منذ 17 يوليو 1999 حتى 7 أكتوبر 2012:
  - مجلس الأمة 1999، بالانتخاب بعد منافسه مع أحمد عبدالعزيز السعدون.
  - مجلس الأمة 2003، بالتزكية.
  - مجلس الأمة 2006، بالانتخاب بعد منافسه مع أحمد عبدالعزيز السعدون.
  - مجلس الأمة 2008، بالانتخاب بعد منافسه مع عبدالله يوسف الرومي.
  - مجلس الأمة 2009، بالتزكية.
  - وفي عام 2011 أعلن عدم ترشحه للانتخابات مجلس الامة القادمة وقال: " سنوات مرت كالومضة ولكنها كانت بالنسبة لي رحلة عمر ومسيرة حياة "

كما أنه ترشح لانتخابات رئيس المجلس في مجلس الأمة 1996، إلا إنه خسر أمام أحمد عبدالعزيز السعدون.
- تم تعيينه وزيرًا للمالية والاقتصاد في 3 مارس 1985 وشغل المنصب حتى 12 يونيو 1990.

## أزمة الحكم
المقالة الرئيسة: أزمة الحكم في الكويت 2006
بعد وفاة الامير الراحل المغفور له الشيخ جابر الاحمد الجابر الصباح في الخامس عشر من يناير 2006 مرت الكويت بأزمة كبيرة نتيجة خلو مسند الامارة، وبلغ الأمر حد الازمة. ووسط هذه الاشكالية غير المسبوقة في تاريخ الكويت والتى اثارت هواجس كبيرة لدى المواطنين تخوفاً من الدخول في امور غريبة عن المجتمع الكويتى وثوابته، تحرك رجال لهم ثقلهم الخاص من داخل الاسرة الحاكمة وخارجها، وكان من بين هؤلاء الرجال جاسم الخرافى رئيس مجلس الامة. وكان الرئيس الخرافى يؤكد خلال تلك الفترة على أن الامر يتطلب التعامل بالحكمة والعقلانية، والالتزام بالقواعد والاجراءات الدستورية التى لا يمكن معالجة هذه القضية بدونها. وقام الرئيس الخرافى بجهود كبيرة، واجرى مشاورات ولقاءات عديدة شملت جميع الاطراف بما فيهم الامير الوالد سمو الشيخ سعد العبدالله، وسمو رئيس مجلس الوزراء الشيخ صباح الاحمد، واعضاء مجلس الامة، واستمع بشكل جيد لصوت المواطنين وتعرف على ارائهم ورغباتهم. ومنذ بداية الازمة وحتى نهايتها اعلن الرئيس جاسم الخرافى تمسكه بالدستور، وثقته في الاسرة الحاكمة على تخطى تلك الظروف، ولم يفقد الامل في ذلك، وهو الامل الذى كان يدخل الطمأنينة الى قلوب الكويتيين وكانوا يعبرون في مختلف مواقعهم عن مساندتهم لجهود رئيس مجلس الامة. ونتيجة للمشاورات التى أجراها الرئيس الخرافى بدعم من رجالات الكويت لاح في الافق اكثر من فرصة للاتفاق على حل مرض لكن اى منها لم يكن حاسماً أو كافياً لحسم ومعالجة القضية. وازاء هذه الحالة وضع الرئيس جاسم الخرافى، بصفته اميناً على الدستور، مصلحة الكويت فوق كل اعتبار . وحرص على تطبيق الدستور على الجميع تطبيقاً كاملاً، وعدم تجاوز بنوده مهما كانت الامور، واستطاع ان يحقق توافقاً بين اعضاء مجلس الامة للتمسك بالدستور واعتباره الفيصل لحسم اى خلاف. وكان ذلك التوافق البرلمانى من اهم العوامل التى ساعدت على انهاء القضية دون حدوث اية مضاعفات أو اثار تضر بمصالح الوطن والمواطنين، وساهم في انتقال السلطة بشكل اذهل العالم يحسب لرجال الكويت المخلصين من امثال الرئيس الخرافى الذين لم تكن لهم مصلحة سوى وحدة الكويت واستقرارها.
وكشف جاسم الخرافي في لقاء تلفزيوني أن:
" كانت من اصعب اللحظات في حياتي السياسية ، لأنني اره هذا الرجل اللي اجله و اقدره و اعزه واحترمه كما يحترمه ويجله ويعزه كل أهل الكويت ، ومطلوب مني اجراء معين نتيجةً للوضع اللي نحن فيه من قبل المجلس والتنسيق في مثل هذي المواقف"

## بلاغ الكويت
قال الديوان الأميري في الكويت، إن الشيخ أحمد الفهد تقدم باعتذاره إلى الأمير وولي العهد وإلى القضاء وإلى الشيخ ناصر المحمد وإلى رئيس مجلس الأمة السابق جاسم الخرافي، على ما بدر منه من بث معلومات خاطئة ومغلوطة.
وكان الشيخ أحمد الفهد قدم إلى النيابة العامة في الكويت بلاغاً فيه اتهامات لناصر المحمد وجاسم الخرافي منها "الترتيب لأمور تطال مسند الإمارة والتنسيق مع جهات خارجية وقضايا أمن دولة تتعلق بغسيل الأموال والاستيلاء على أموال عامة".
ففي بيان للديوان الأميري في الكويت اعلن خلاله وزير شؤون الديوان الاميري الشيخ ناصر صباح الاحمد الصباح تقدم الشيخ احمد فهد الاحمد الصباح باعتذاره الشخصى الى امير البلاد الشيخ صباح الاحمد الجابر الصباح وإلى السلطة القضائية والى الشيخ ناصر المحمد الصباح رئيس الوزراء السابق والي رئيس مجلس الامة السابق جاسم الخرافي على مابدر منها من بث معلومات خاطئة ومغلوطة ثبت فيما بعد عدم صحتها.

### نص الكلمة المتلفزة.
'بسم الله الرحمن الرحيم سيدي حضرة صاحب السمو امير البلاد الشيخ صباح الاحمد الجابر الصباح حفظه الله ورعاه السلام عليكم ورحمة الله وبركاته اتشرف بان ارفع الى مقام سموكم الكريم والى مقام سمو ولي العهد الشيخ نواف الاحمد الجابر الصباح ولاسرة الصباح الكرام ولرجال القضاء السلطة القضائية الافاضل ولسمو الشيخ ناصر المحمد وعائلته الكريمة ولمعالي جاسم الخرافي وعائلته الكريمة اعتذاري وبالغ اسفي الشديدين على مابدر مني من مساس واساءة وتجريح بقصد او غير قصد خلال الفترة الماضية نتيجة المعلومات والمستندات وصلتني تتعلق بمصالح الوطن ظننت انها صحيحة وذات مصداقية اما وقد تأكد لدى الجهات القضائية المختصة عدم صحتها وسلامتها فان الرجوع الى الحق فضيلة.
واذ التمس من سموكم الكريم العفو والصفح نؤكد ان ذلك سيكون درسا لي استفيد منه واستلهم منه العبرة والموعظة ممتثلا لاوامر وتوجيهات سموكم رعاكم الله ومتعهدا بطي صفحة هذا الموضوع وعدم اثارته مرة اخرى سائلا المولى جل وعلا ان يحفظ الكويت وشعبها تحت ظل قيادة سموكم الكريم وسمو ولي عهدكم الامين وان يديم عليكما موفور الصحة ودوام العافية ويجعلكم ذخرا للوطن والمواطنين وليحفظ الله الكويت.
والسلام عليكم ورحمة الله وبركاته'.

### شريط الفتنة
الحكاية بدأت مع ماعرف أعلاميا بشريط الفتنة" في مطلع العام 2014 ..تسريب لمقطع مصور في مكان قيل أنه في سويسرا للقاء جمع الشيخ ناصر المحمد رئيس الوزراء الاسبق بجاسم الخرافي رئيس البرلمان السابق بصوت غير واضح المعالم .. يتحدث فيه الطرفان على ما قيل أنها ترتيبات للسيطر على مؤسسة الحكم و المؤسسة التشريعية عبر عمليات غسيل أموال ورشي تصل الي أكثر من سبعين مليار دولار.
تلك المقاطع أستند عليها الشيخ أحمد الفهد الوزير السابق في توجيه بلاغ الي النيابة العامة يتهم فيه رئيسي السلطتين التشريعية والتنفيذية بما قال أنها محاولة الأنقلاب على الحكم و الأعتداء على الأموال العامة وغسيل أموال والتخابر مع دولة أجنبية وكذلك التعامل مع دولة عدوة.
لتبدأ بعدها حرب التسريبات لوثائق نشرت المعارضة جزءاً منها في ندوة عانة قيل أنها أرقام حسابات وتحويلات مالية أتهمت بها أعضاء في السلك القضائي وصلت اليها من أطراف أشير الي أن الشيخ أحمد الفهد هو مصدر تسريبها دون الأفصاح عن ذلك .. لـ يتهم بعدها النائب السابق واحد أقطاب المعارض مسلم البراك على أثرها بالأساءة الي المؤسسة القضائية و يعتقل على أثرها.
لتتغير بعدها خارطة التحالفات السياسية فتنضم عناصر كانت تحسب على رئيس الوزراء السابق الي المعارضة التي تحالف مع الفهد حين تلاقت مصالحهما.
لتعود النيابة وتحفظ البلاغ بإعتبار أن تلك الأتهامات كلام مرسل لا دليل عليه خاصة وأن المقاطع الصوتية تم العبث بها.

### حرب البيانات
على أثر ذلك أشتعلت في الكويت حرب بيانات بين الشيخ أحمد الفهد الذي قال أن عملية حفظ البلاغ الذي تقدم به دبرت بليل وبين محامي رئيس مجلس الامة السابق الذي قال أنه سيلاحق مفبركي وصانعي تلك التسريبات قضائيا في الداخل والخارج. في الوقت ذاته تم تسريب مقطع على موقع يوتيوب جمع نايف الركيبي الذراع الأيمن لرئيس الوزراء السابق ناصر المحمد بيوسف المطاوعة أحد أعضاء السلك القضائي يعود الي العام 2012 . . تسريب نزع عنه الصوت وملامح الرجلين لم تكن واضحة بل تبين تقديم الركيبي رشوة مالية الي المطاوعة ...ليرد رئيس المحكمة الدستورية انهم سيلاحقون مطلقي هذه الاباطيل ولن يستطيع أحد جر القضاء الي السياسة ورفضه تقويض أحد أركان مؤسسات الدوله وهو القضاء، ليلتقي بعدها أمير الكويت الذي جدد الثقة بأعضاء المؤسسة القضائية.

## مبادرة انسانية تنموية
قام الرئيس جاسم الخرافي خلال رئاسته الثانية للمجلس بمبادرة انسانية وتنموية هامة لم يشهد مجلس الأمة لها مثيل عبر تاريخه، وهى مبادرته بعقد جلسة برلمانية سنوية لابناء الكويت من ذوى الاحتياجات الخاصة. ويتم في هذه الجلسة، التى عقدت في اطار اليوم الوطنى للتضامن مع ذوى الاحتياجات الخاصة، استعراض قضايا واحتياجات ذوى الاحتياجات الخاصة التشريعية والتعليمية والخدمية والمالية وبحثها في جلسة خاصة تعقد في قاعة المغفور له الشيخ عبدالله السالم في مجلس الامة برئاسة رئيس المجلس جاسم الخرافي، ويكون اعضائها من ذوى الاحتياجات الخاصة. وترفع الجلسة توصياتها بعد ذلك من خلال رئيس المجلس إلى اللجان البرلمانية المختصة للنظر فيها. وكانت هذه المبادرة ذات دلالات انسانية واجتماعية هامة في فكرتها وتنفيذها.

## الإطفائي
فى مجلس 1981،عرف جاسم الخرافى بين زملائه اعضاء المجلس بلقب "الاطفائى" نظراً لاتباعه سياسة التهدئة، وتمسكه بمبدأ العقلانية في التعامل مع القضايا الخلافية بين اعضاء المجلس من جهة ، وبين الحكومة والمجلس من جهة أخرى ، وذلك حفاظاً على استمرار الديمقراطية، واستمرار الرقابة الشعبية على الاداء الحكومى في مناخ ايجابى. وكان يتدخل بالنصيحة عندما تتأزم الامور بين السلطتين وذلك بمبادرات شخصية منه أو بتفويض من زملائه النواب كوسيط نزيه ومحل ثقة بين كل الاطراف. وكانت المبادرات التى قام بها مع عدد من زملائه من بين الاسباب التى ادت إلى اخماد النار قبل اشتعالها في أزمات عديدة، وادت إلى صمود مجلس 1891 إلى نهاية الفصل التشريعى الخامس. ومن هذه المبادرات:
عند عرض مشروع بيت الزكاة حدث اختلاف بين الحكومة والمجلس بشأن النسبة التى ستفرض على ارباح الشركات. ولمعالجة ذلك، قام النائب جاسم الخرافى بمقابلة سمو امير البلاد الراحل الشيخ جابر الاحمد الصباح وعرض حلاً توفيقياً قبل به كل من المجلس والحكومة واقر المشروع. ويرى جاسم الخرافى أن مقومات نجاحه في تلك المهمات الصعبة تكمن في مصداقية التعامل، والحفاظ على الثقة والثبات على الموقف، وفوق هذا وذاك، الابتعاد عن أية مصالح شخصية.

## وزيراً منتخباً للمالية والاقتصاد
خاض جاسم الخرافى انتخابات مجلس الأمة عام 1985 وفاز فيها نائباً عن الدائرة الثالثة مع جاسم القطامي الذى فاز في نفس الانتخابات عن نفس الدائرة. وحصل جاسم الخرافى على ما يعادل 64% من الاصوات. ويلاحظ الارتفاع التدريجى لهذه النسبة في كل انتخابات. وبالنظر لخبرته الاقتصادية الكبيرة، والمعالجات التى طرحها لمشاكل الاقتصاد الكويتى عندما ترأس لجنة الشؤون المالية في مجلس 1981، والجدية والجرأة في معالجة أزمة المناخ، وتحول الازمة إلى عبئ على الحكومة، اسندت حقيبة وزارة المالية والاقتصاد إلى النائب جاسم الخرافى وكان الوزير الوحيد المنتخب برلمانياً من بين اعضاء الحكومة، ثم انضم إليه النائب خالد الجميعان فيما بعد والذى تولى وزارة الشؤون بعد استقالة الوزير يوسف محمد النصف. وقد قبل جاسم الخرافى تلك المسئولية انطلاقاً من قناعته بأن الاوضاع الاقتصادية المتدهورة تدفع بأى انسان مخلص لوطنه ليساهم قدر استطاعته في وقف الانهيار الاقتصادى الناتج عن ازمة سوق المناخ. وقد سارع منذ البداية في مواجهة المشكلة والتحرك نحو فتح منافذ جديدة تحد من اثار تلك الأزمة وتوقف ذلك الانهيار. الا ان الازمة التى تصاعدت بين المجلس والحكومة لم تعطه الوقت الكافى للتحرك. فبسبب المجابهة المستمرة بين مجلس الامة والحكومة وحالة التصعيد الدائمة، والتى حذر جاسم الخرافى منها كثيراً، تم حل المجلس في الثالث من يوليو عام 1986.

### أنجازات هامة:
حقق الوزير جاسم الخرافى خلال مسئوليته على رأس وزارة المالية والاقتصاد العديد من الانجازات على الصعيدين الداخلى والخارجى منها:
- تطوير اداء جهاز وزارة المالية بما يفعل عمله وأدائه، وقام بانشاء مركز للتدريب، وبنك للمعلومات المالية، ونظام لتقييم اداء الموظفين.
- التصدى لازمة سوق المناخ وتقديم حلول عاجلة لوقف تداعياتها.
- الحفاظ على املاك الدولة ووقف التعديات عليها.
- تفعيل دور القطاع الخاص والاستفادة من امكاناته الاقتصادية والانمائية في خلق وظائف عمل للكويتيين، وطرح سياسة الخصخصة مع وضع الضوابط التى تحافظ على مكتسبات المواطنين. - فرض نظام الرقابة على ميزانيات الوزارات والهيئات الحكومية، وتطوير نظام المحاسبة، واخضاع ميزانيات جميع المؤسسات للرقابة المالية والمحاسبية المسبقة واللاحقة من قبل وزارة المالية ووقف كافة الاستثناءات.
- وضع الضوابط لتعيين اعضاء مجالس ادارات الشركات الحكومية واشتراط الخبرة، والتأهيل العلمى، والكفاءة والنزاهة، وتحديد مدة العضوية، وعدم الجمع بين مجالس إدارات عدة شركات، وغيرها من الضوابط والاجراءات التى انهت احتكار فئة قليلة للعضوية .
- إجراء اصلاحات واسعة في الهيئة العامة للاستثمار ومعالجة الخلل بمكتب لندن الذى يدير استثمارات الكويت في الخارج، والتصدى لسوء استغلال واستثمار اموال الهيئة. وقد كان ذلك من الانجازات الهامة التى وضعت الاستثمارات الكويتية في الخارج على الطريق الصحيح، والتى وفرت القدرة للاستثمار الكويتى ليؤدى دور كمساند للعائدات النفطية.
- ساهم الوزير الخرافى مساهمة فعالة في تنظيم المؤسسات الاقتصادية العربية التابعة للجامعة العربية، وعمل على ان تكون مساهمة الكويت في هذه المؤسسات توجه لخدمة المشاريع العربية المشتركة. كما عمل على ان تكون المساعدات الكويتية الانمائية مرتبطة بالسياسة الخارجية الكويتية، وبما يحقق الاهداف المرجوة منها في اقامة علاقات طيبة مع الدول الصديقة والشقيقة.[4]

## الاعتزال والعودة
تولى جاسم الخرافى وزارة المالية في اصعب فتراتها، لكنه قبل التحدى وعمل باخلاص وحقق الكثير. وعندما تركها كان ثوبه ناصعاً، وخبرته اكثر اتساعاً، وقاعدته الشعبية اكثر عددا، وأكد لمحبيه ولغيرهم انه ليس ملكا لأحد غير الكويت. وبعد انتهاء فترة عمله بالوزارة في عام 1990، اتخذ الوزير الخرافى قراراً باعتزال العمل السياسى، وكان قراره مفاجئاً خصوصاً لمحبيه ومسانديه وأبناء دائرته الانتخابية. ونتيجة لذلك القرار، لم يرشح نفسه لانتخابات المجلس عام 1992، ولكنه بقى خلال الفترة 6991 - 2991 لصيقاً بالعمل الوطنى يتابع أحداث الساحة السياسية المحلية، ويدلى برأيه ويقدم مشورته في مختلف القضايا الوطنية، كما بقى لصيقاً بالناس وهمومهم ولم ينقطع عن التواصل مع أبناء دائرته الانتخابية. غير أن أحداث الغزو العراقى البغيض لدولة الكويت وما نتج عنها من تداعيات وتدمير في مختلف جوانب الحياة، وحالة التأزم التى واكبت العمل السياسى في مرحلة ما بعد الغزو، والتعثر الذى ظهر بوضوح في عمل كل من مجلس الامة والحكومة نتيجة عدم استقرار علاقة التعاون الايجابى بينهما والذي أدى إلى شلل واضح في اداء كل منهما، كل ذلك دفع جاسم الخرافى إلى اعادة النظر بقراره والترشح مجدداً لعضوية مجلس الامة. وقد تكونت لديه قناعة بأن مشكلة مجلس الامة تتمثل في عدم حياد الرئاسة، وعدم قدرتها على معالجة التشنج والتصعيد أو التخفيف من التصادم الدائم بين الحكومة والمجلس، وبعد هذا وذاك، عدم قدرتها على توجيه عمل المجلس في اطار تحرك جماعى نحو الاولويات، وكان يرى ان تفعيل اداء مجلس الامة التشريعى والرقابى يتطلب اسلوباً جديداً للرئاسة يتسم بالقدرة على مد الجسور مع الجميع، وتحقيق التشاور والتنسيق المطلوبين للعمل الجماعى بالمجلس، وتكوين الثقة المطلوبة مع مختلف اعضائه على أساس أن ذلك هو الكفيل بتوحيد صف المجلس وتمهيد الطريق له لأداء مهامه بفاعلية، لا ان تكون الرئاسة طرفاً في الخصومات والنزاعات. ومن هذه القناعة انطلق جاسم الخرافى لترشيح نفسه لرئاسة مجلس الامة في انتخابات مجلس الامه عام 1996.

## العائلة
والده رجل الأعمال والنائب الأسبق محمد عبدالمحسن الخرافي ووالدته غنيمة جاسم بودي .. ولديه اثنان من الأخوان و اخت واحدة وهم:
- ناصر الخرافي (رجل أعمال و رئيس مجموعة الخرافي الأسبق) [توفى عام 2011م.]
- فوزي الخرافي ( رجل أعمال و رئيس مجموعة الخرافي السابق) [توفى عام 2021م.]
- فايزة الخرافي (مديرة جامعة الكويت سابقاً ، والدة رئيس مجلس الأمة السابق والنائب الحالي مرزوق الغانم)

و متزوج من سبيكة الجاسر ، ولهما ستة من الأبناء و أبنة واحدة:
- عبدالمحسن الخرافي.
- لؤي الخرافي.
- إياد الخرافي.
- أنور الخرافي.
- طلال الخرافي.
- أحمد الخرافي.
- وبنت واحدة متزوجة من عبد الله غازي يوسف المضف. [3]

## وفاته
توفي في يوم 21 مايو عام 2015 إثر سكتة قلبية في الطائرة أثناء عودته من تركيا إلى الكويت.
تعرضّ جاسم الخرافي لسكتة قلبية شديدة أثناء تواجده في الطائرة التي كانت تُقلّه من تركيا إلى الكويت، إذ كان جاسم الخرافي مسافرًا في إحدى رحلاته نحو تركيا، وأثناء عودته للكويت وعلى متن الطائرة تعرضّ لهذه السكتة القلبية التي أودت بحياته، ليتولى ابنه طلال المناصب الإدارية التي كان يشغلها والده ومنها رئاسة النادي العلمي الكويتي، وغيرها من المناصب الإدارية الأخرى.

## أوسمة حصل عليها
- «وسام الكويت ذا الوشاح من الدرجة الممتازة» من دولة الكويت في 31 مايو 2015.[2]

## أماكن سميت باسمه
- طريق جاسم محمد عبد المحسن الخرافي، وهو إحدى الطرق الدائرية الرئيسة السبعة في الكويت.[9]
- مدرسة جاسم محمد عبد المحسن الخرافي الثانوية، بدلاً من ثانوية الأصمعي للبنين في قرطبة.[10]

## معرض الصور

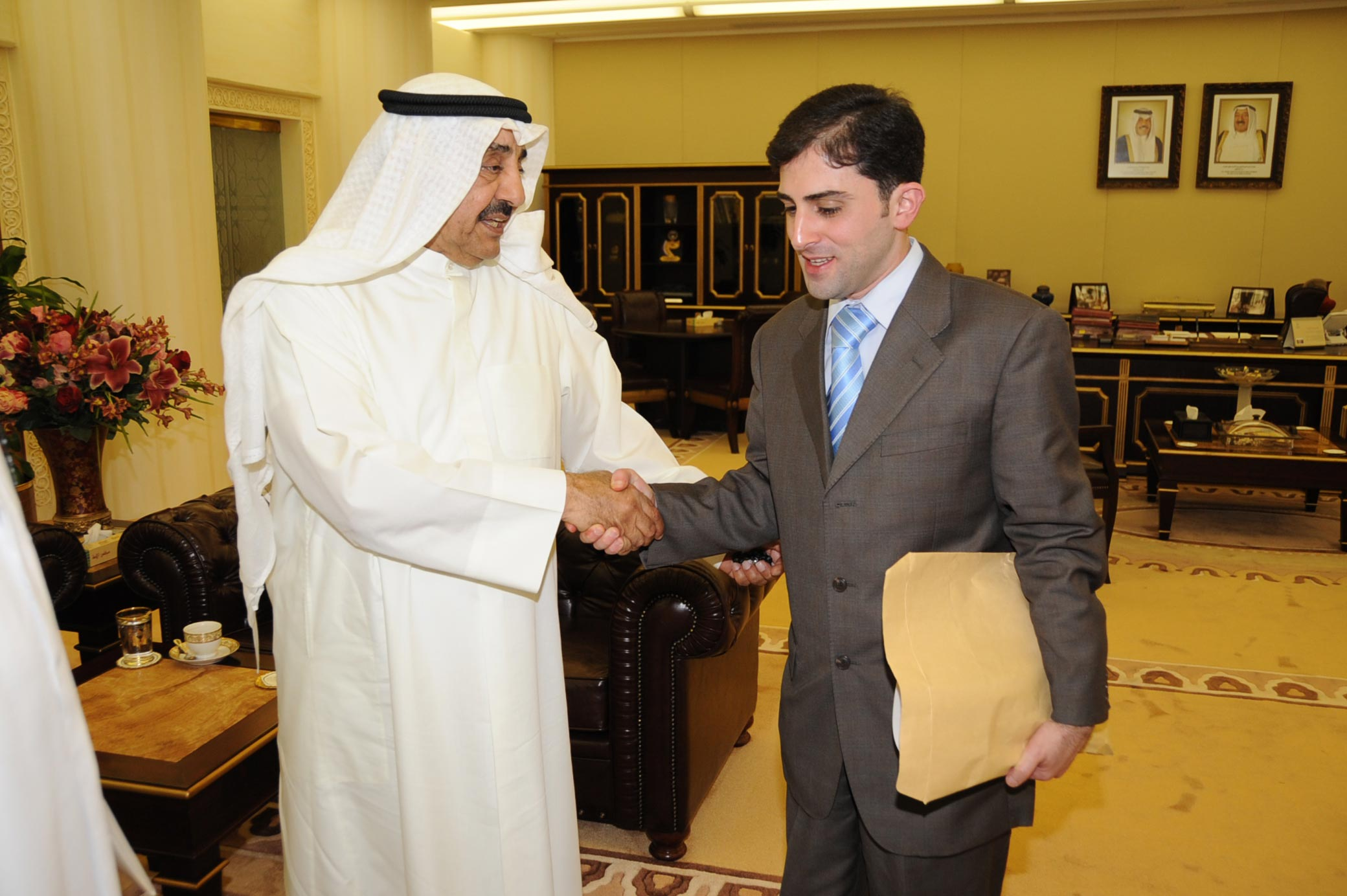
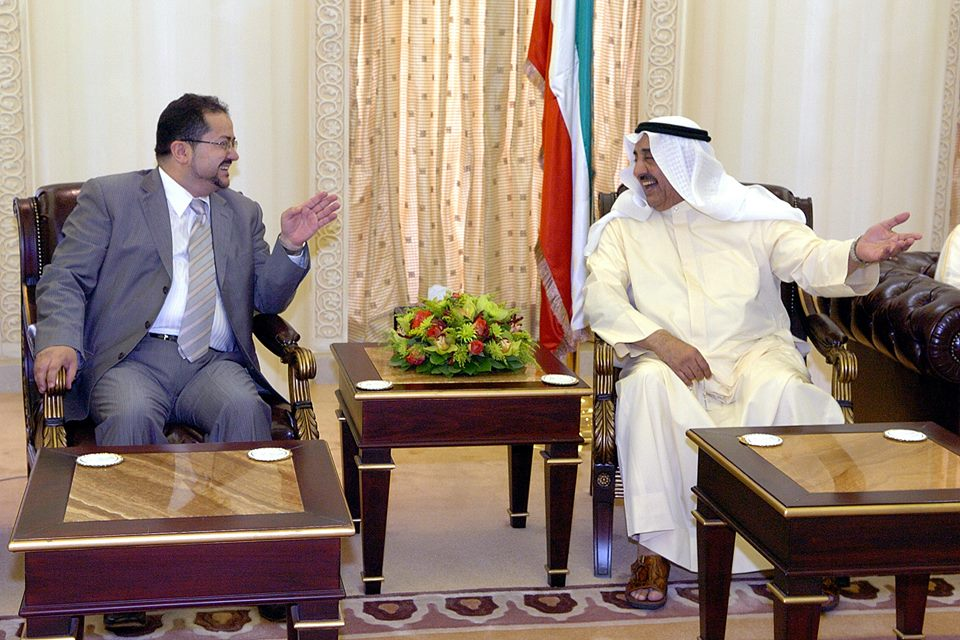
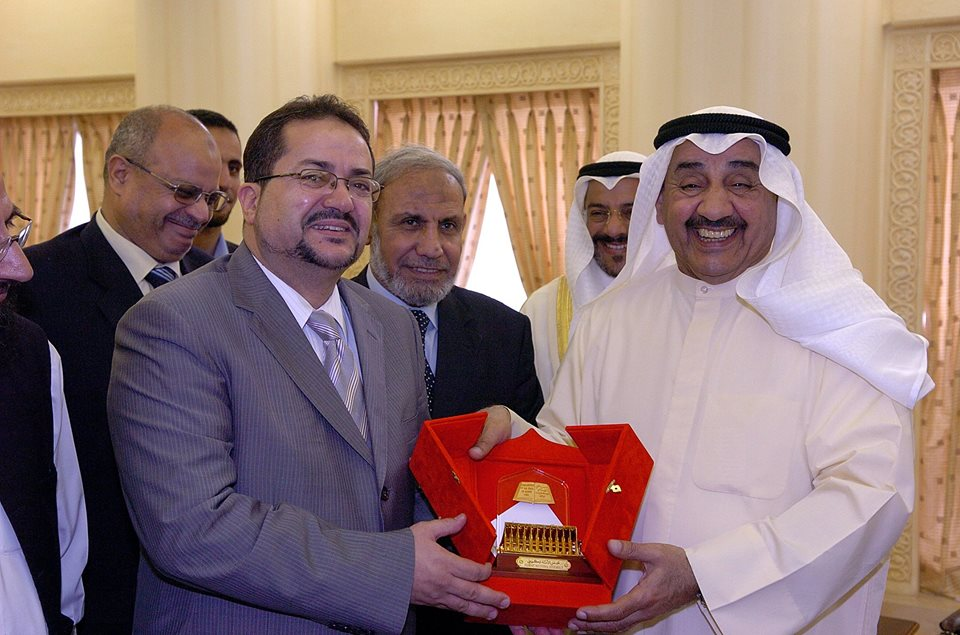

## وصلات خارجية
- موقعه الرسمي